# Carolasee

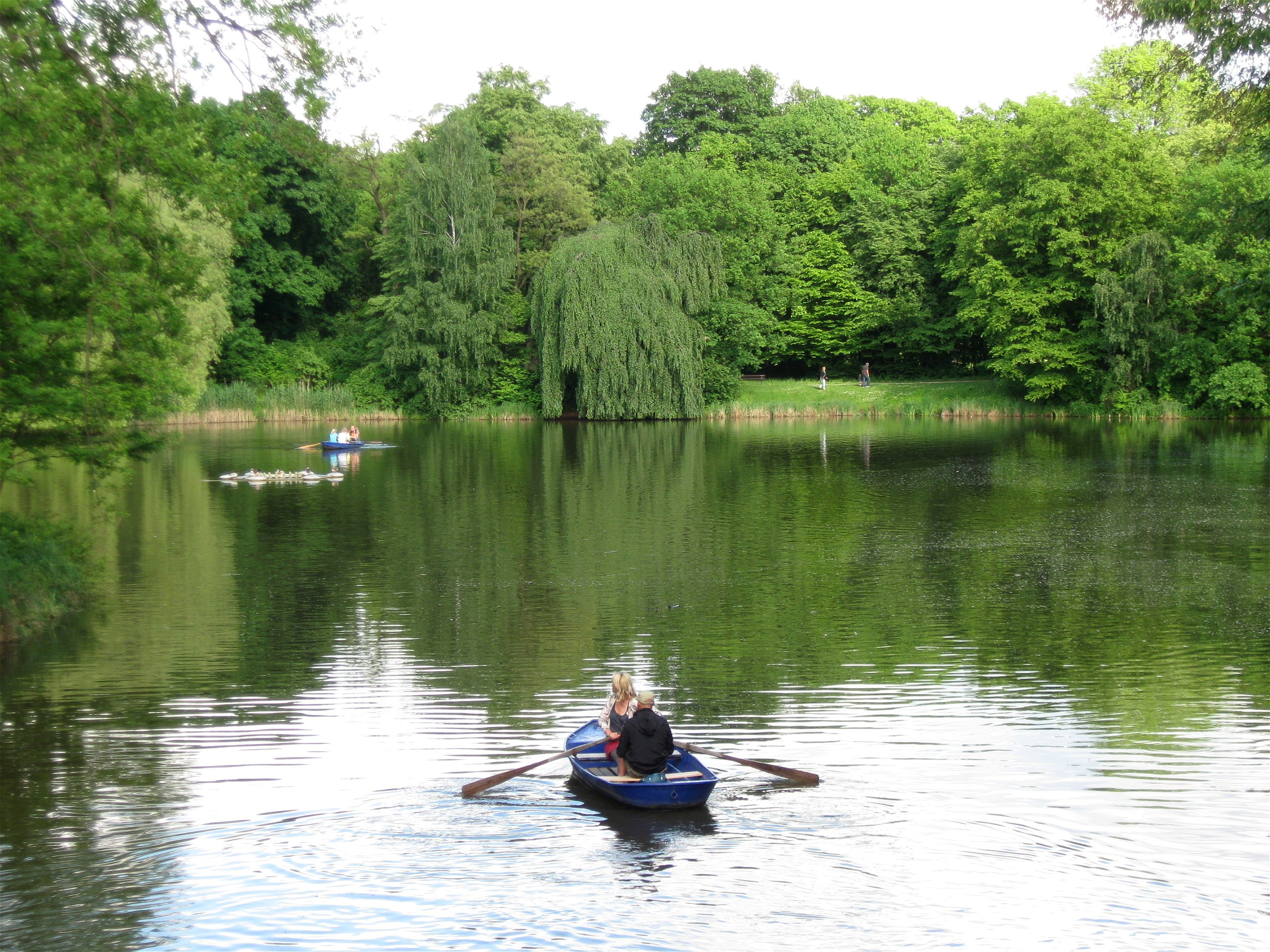
Ruderer auf dem Carolasee

Der Carolasee, mit rund 2,8 Hektar Oberfläche, ist ein großes Stillgewässer im Großen Garten in der sächsischen Landeshauptstadt Dresden. Er befindet sich im Südosten der Parkanlage an der Tiergartenstraße und wird durch den Kaitzbach sowie den von ihm abzweigenden Kaitzbachflutgraben gespeist. Etwa auf Höhe der in die Tiergartenstraße einmündenden Oskarstraße befindet sich eine Engstelle mit Brücke, die zum Restaurant Carolaschlösschen sowie weiter in den Park hinein führt. Namensgeberin von See und Restaurant war die letzte sächsische Königin Carola (1833–1907) – Gemahlin des Königs Albert, dessen Nachfolger verwitwet (Georg) bzw. getrennt lebend (Friedrich August) waren.

## Geschichte
Während des Siebenjährigen Kriegs hatten die Preußen 1760 südöstlich der Stadt beim Dorf Strehlen Schanzen angelegt. Einer Anfang des 19. Jahrhunderts in dieser Umgebung aufgeschlossenen Kiesgrube entnahm man das für den Park notwendige Wegebaumaterial. In den frühen 1870er Jahren „lieferte dieselbe nicht mehr geeignetes Material zu besagtem Zwecke, und man sah sich genöthigt, eine neue Grube in der Nähe der Pirnaischen Straße anzulegen.“ Das Areal der Grube mit umgebenden Schanzen und alten Fasanengräben blieb vorerst ungenutzt, auf dem von Sand und Steinen bedeckten wüsten Boden wuchsen vereinzelt Schuttpflanzen.

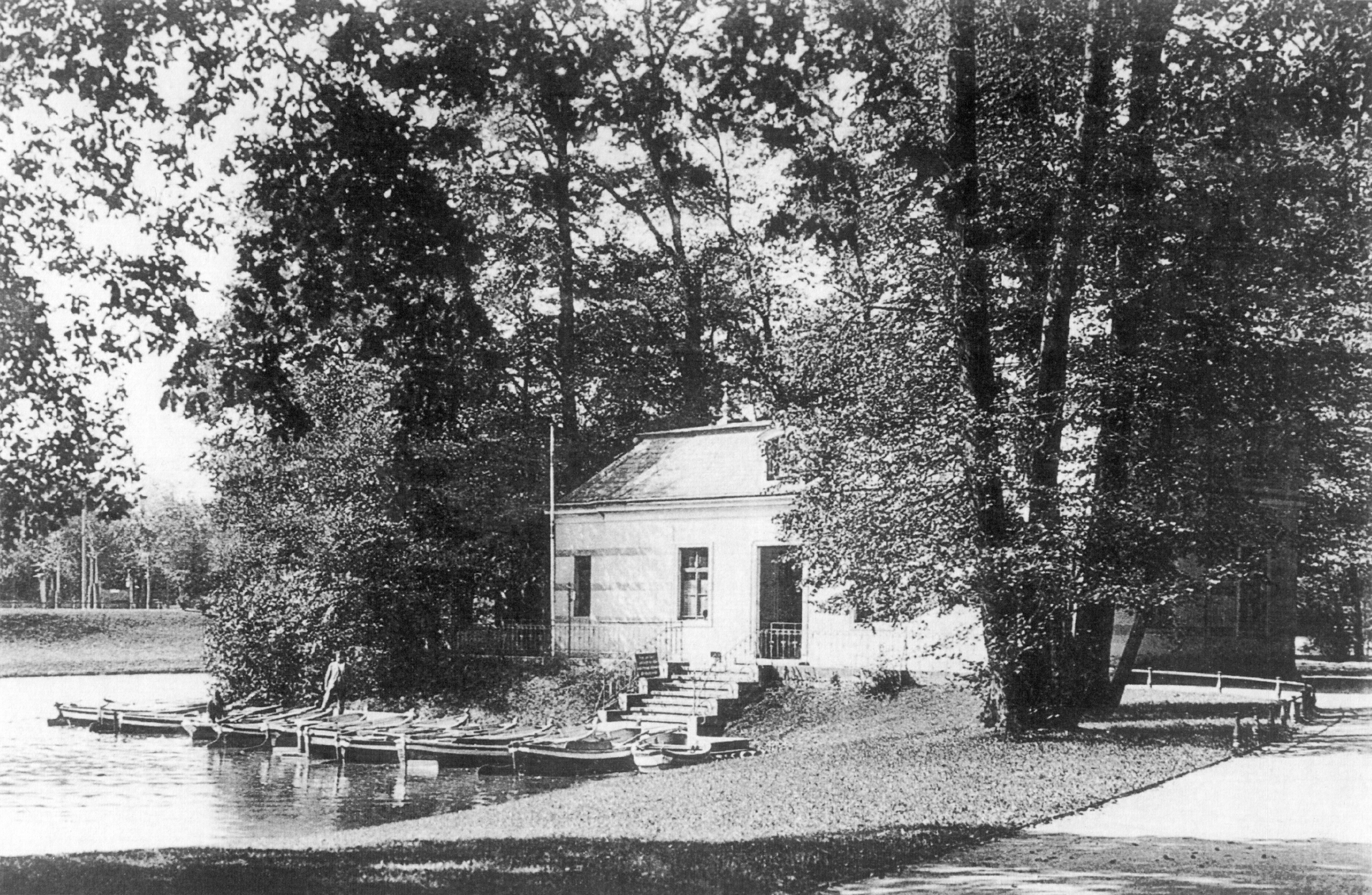
Bootshaus, um 1900

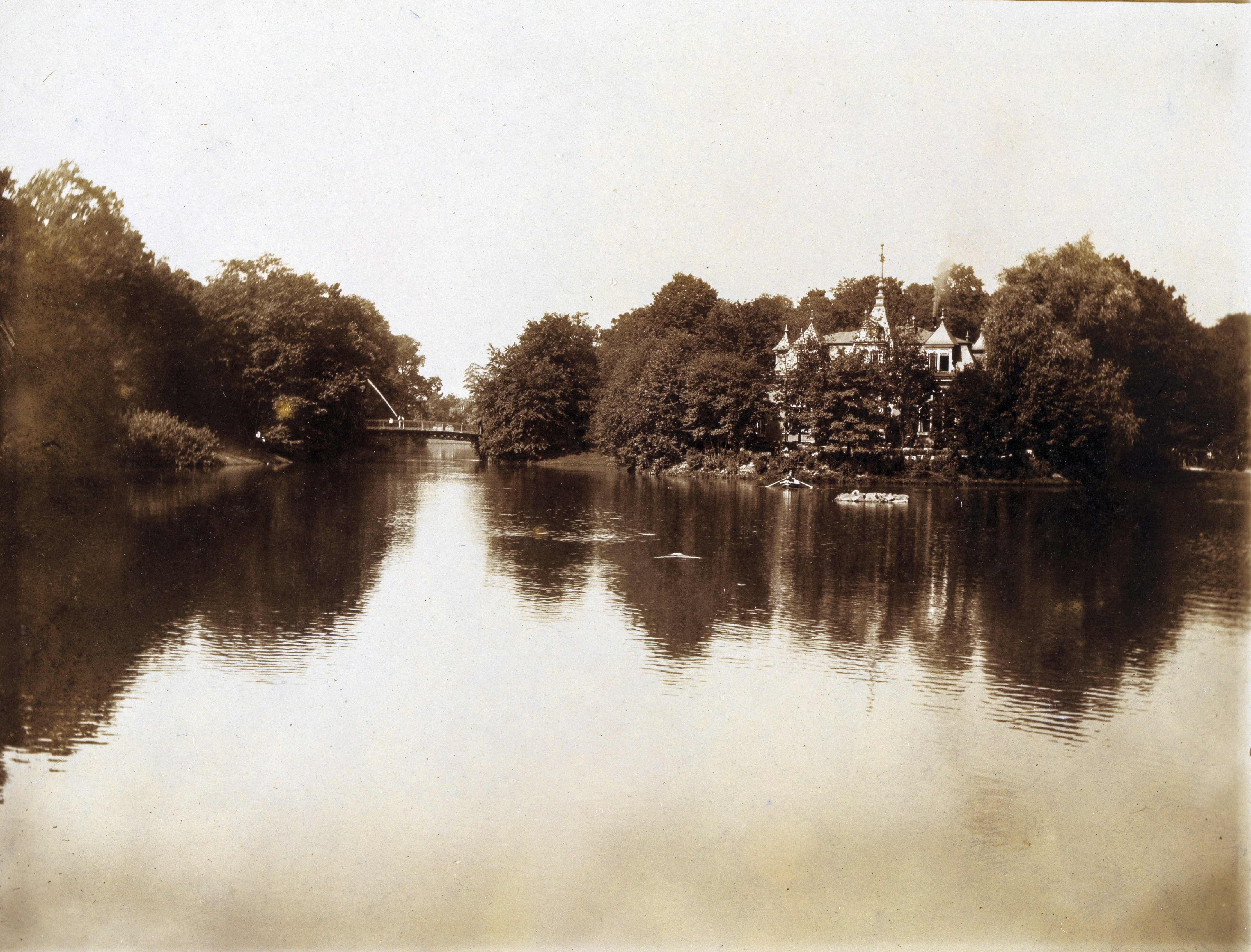
Carolasee und -schlösschen um 1902

Dem jungen Gartendirektor Friedrich Bouché war es 1874 mit Bewilligung eines eigenen Etats für den Großen Garten ermöglicht worden, diesen umfangreich zu erneuern und Ergänzungen durchführen zu lassen. Im Frühjahr 1881 genehmigte das Königliche Finanzministerium die von Bouché eingereichten Pläne zur Umgestaltung des Areals um die ehemalige Kiesgrube. Da mit dem Palaisteich am Sommerpalais nur eine größere Wasserfläche im Großen Garten existierte, sollte aus der Kiesgrube ein See werden. Im Sommer erfolgten dazu die Vorarbeiten (Ausstecken des Plans, Nivellements etc.) und ab dem November des Jahres fanden umfangreiche Erdarbeiten statt. Bis zum Dezember waren jeweils 100 bis 120 Mann damit beschäftigt, das Gelände auf die notwendige Tiefe zu bringen und einen ebenen Boden zu schaffen. Der kurze Winter begünstigte die Weiterarbeit im Januar 1882. Anschließend wurden Fußwege angelegt, Pflanzungen vorgenommen und einige Brücken gebaut, die Teile des zukünftigen Sees überspannten.
Der kostenintensivste Punkt begann Ende März in drei Arbeitsteilungen mit den Dichtungsarbeiten am Boden und den Ufern. Dazu wurden etwa 2200 m³ Ton aus Cotta geländeabhängig in einer bis zu 18 cm starken Schicht aufgetragen, die mit einer 2 cm starken Schicht gesiebten Kieses und anschließend 10–15 cm Kieselsteinen überdeckt wurde. Da Grundwasser erst nach über sieben Metern erreicht worden wäre, wurde eine 205 Meter lange Tonrohrstrecke zum Kaitzbach gelegt. Von diesem durfte zur Befüllung nur ein begrenztes Quantum entnommen werden, das zudem auch der Versorgung des Palaisteichs diente. Mitte Juni 1882 wurde der dritte Arbeitsteil des Sees befüllt. Vorhandene Bestände alter Eichen, Eschen und Birken waren sorgfältig mit Mutterboden aufgeschüttet und abgedichtet worden, sodass diese als Inseln aus dem See ragten, der im vorläufigen Endstand 13.200 m² maß und bei normalem Wasserstand 1,70 m tief war.

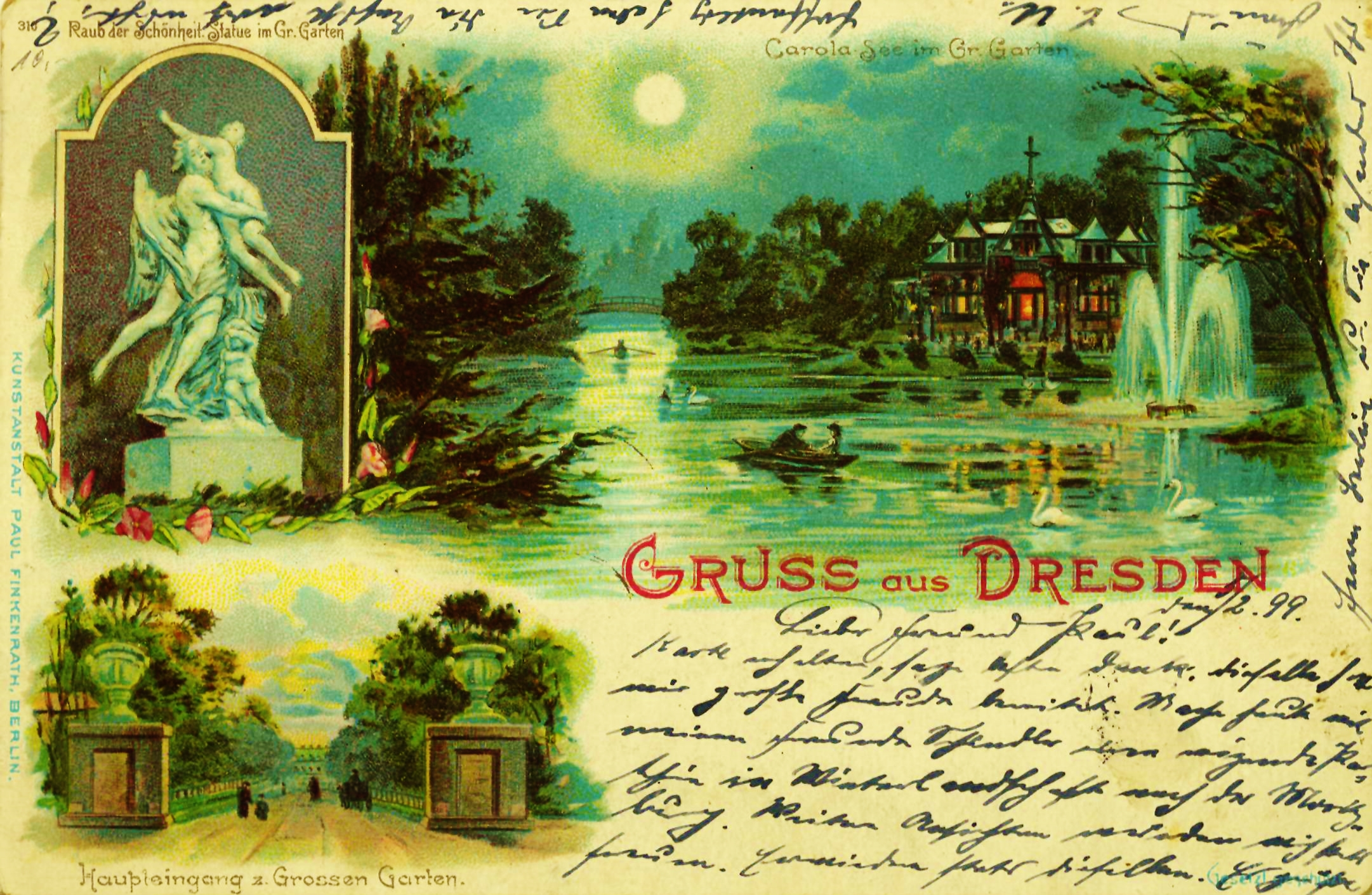
Grußkarte um 1899 mit dem Carolasee bei Mondschein, Ruderern, Schwänen und der Fontäne

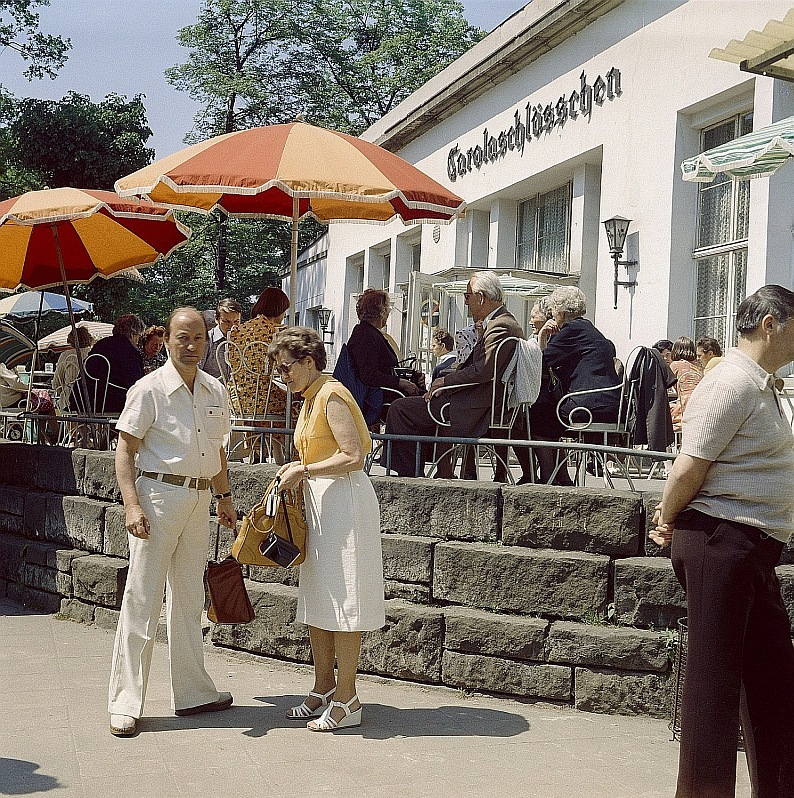
Carolaschlösschen, 1970er Jahre

Die Kosten in Höhe von 17.500 Mark (in heutiger Kaufkraft etwa 157.700 Euro) wurden zu einem großen Teil durch Vorkasse von M. und P. Gasse beglichen, die den Carolasee für sieben Jahre pachteten. Nach Meinung des Dresdner Anzeigers vom 21. November 1882 „lächelt uns jetzt ein freundlicher See entgegen, […] der […] auf den Beschauer einen höchst anmuthigen Eindruck macht.“ Zu dem Zeitpunkt hatten die Pächter bereits Karpfen eingesetzt, Teichforellen sollten folgen. Schon in der ersten Saison fuhren Boote über den See und auf der Halbinsel gab es ein Buffetgebäude als kleines Ausflugslokal, ein weiteres Gebäude für Garderobe und Kasse der im Winter eröffnenden Schlittschuhbahn befand sich noch im Bau. Über neugeschaffene Fußwege war der Carolasee von der Station der Pferdebahnlinie Neumarkt–Zool. Garten in zwei bis vier Minuten erreichbar.
Im Jahr 1886 erfolgte eine Erweiterung des Carolasees nach Nordwesten in Richtung Querallee, bei der er seine heutige Form erhielt. Das als Krähenhütte bekannte Buffetgebäude auf der Halbinsel wurde 1895 abgerissen und erhielt im selben Jahr einen im Neorenaissancestil gehaltenen Nachfolger, das Carolaschlösschen.
Ebenfalls 1895 erhielt der See eine Fontäne. Sie wurde ursprünglich von einem Wasserwerk in der Nähe der Querallee gespeist. Nach dem Zweiten Weltkrieg war nur eine kleine Fontäne in Betrieb, die an die Trinkwasserversorgung angeschlossen war.
1992 entstand eine freischwimmende Pontonanlage mit Bodenankern, die im Winter zum ungestörten Schlittschuhlaufen auf den Seeboden abgesenkt werden kann. Die Fontänenanlage besteht seitdem aus einer etwa 13 Meter hohen Mittelfontäne und 17 Außenfontänen, die rund vier Meter hoch sind. Hinzu kommen zehn Scheinwerfer mit je hundert Watt. Der Pumpenschacht befindet sich am Ufer, von dort aus lassen sich auch die Pontons steuern. Im Herbst 2009 wurde die Antriebssteuerung erneuert, die beiden Antriebe der Fontänen können nunmehr in verschiedenen, fest programmierten Szenen im Wechsel oder gemeinsam arbeiten. Ihre Leistung kann stufenlos eingestellt werden.

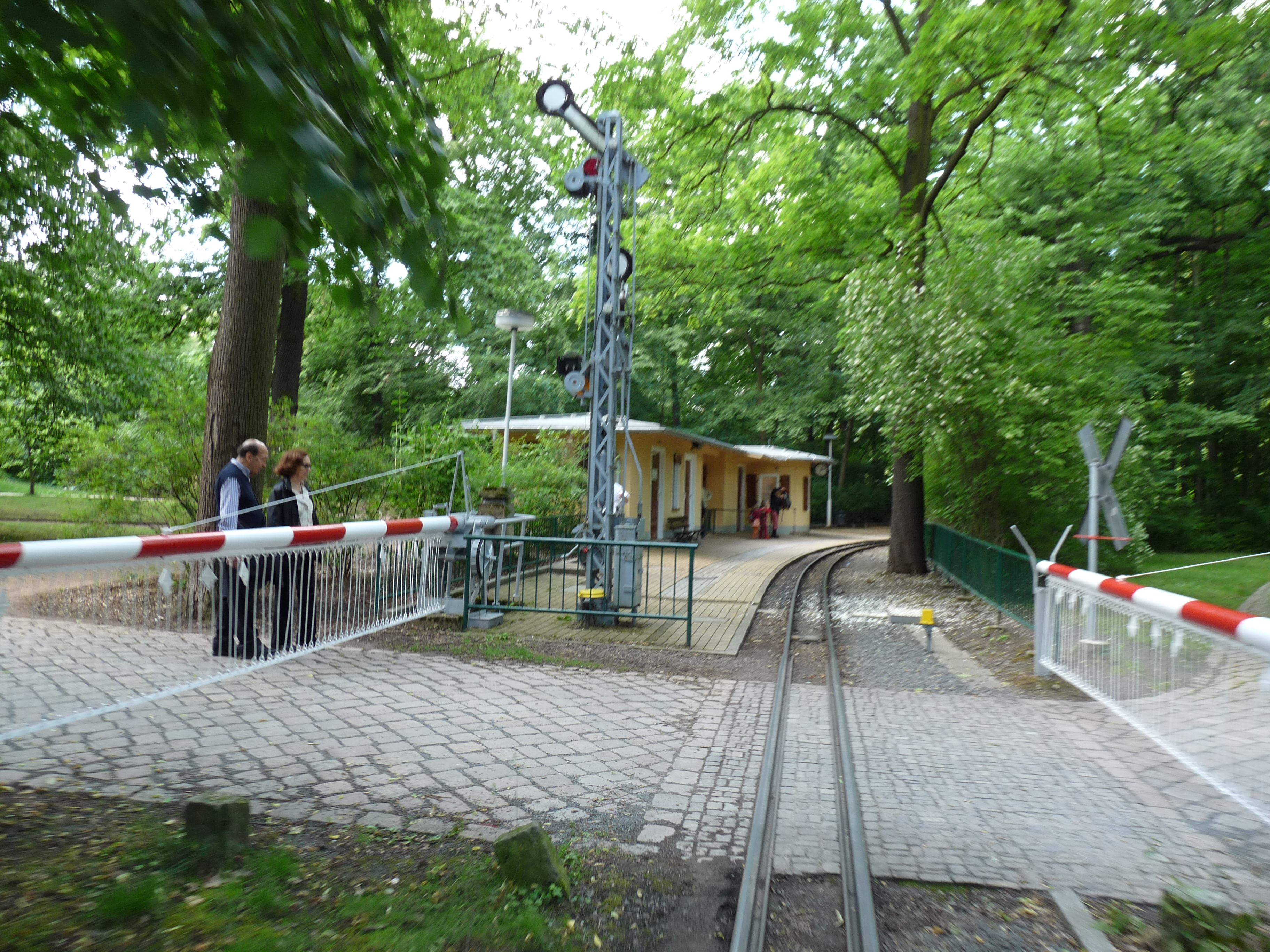
Bahnhof Carolasee

Die 1950 eröffnete Pioniereisenbahn, die heutige Dresdner Parkeisenbahn, wurde in ihrer zweiten Saison erweitert und erhielt am Carolaschlösschen den Haltepunkt Bahnhof Frieden am Carolasee, inzwischen Bahnhof Carolasee. Die Schranken des daneben befindlichen Bahnübergangs werden von Schrankenwärtern, die aus den Reihen der ausgebildeten Schüler entstammen können, durch Muskelkraft betätigt.
Der nahezu vollständigen Zerstörung des Carolaschlösschens während der Luftangriffe am 13./14. Februar 1945 folgte nach dem Krieg ein provisorischer Wiederaufbau und es wurde anfangs wieder als Gaststätte, später als Selbstbedienungslokal genutzt. Die Wiedereröffnung nach der zwangsweisen Schließung im Jahr 1995 und der anschließenden Sanierung nach historischem Vorbild fand 1999 statt. In den Jahren 2003/2004 wurde das Bauwerk um eine Etage aufgestockt.
Das Jahrhunderthochwasser im August 2002 sowie wiederholt das starke Hochwasser im Juni 2013 überfluteten weite Teile des Großen Gartens. Im Herbst 2014 begannen umfangreiche Pflegearbeiten, darunter die Entschlammung des größeren Teils östlich der Brücke, die Aufarbeitung der Fontäne sowie Uferbefestigungen und -erneuerungen. Geplant war eine Fertigstellung bis Ostern 2015, was durch den milden Winter nochmals begünstigt wurde, allerdings war die Menge des im See abgelagerten Schlamms deutlich größer als erwartet, sodass die Arbeiten rund einen Monat länger dauerten.

## Fauna

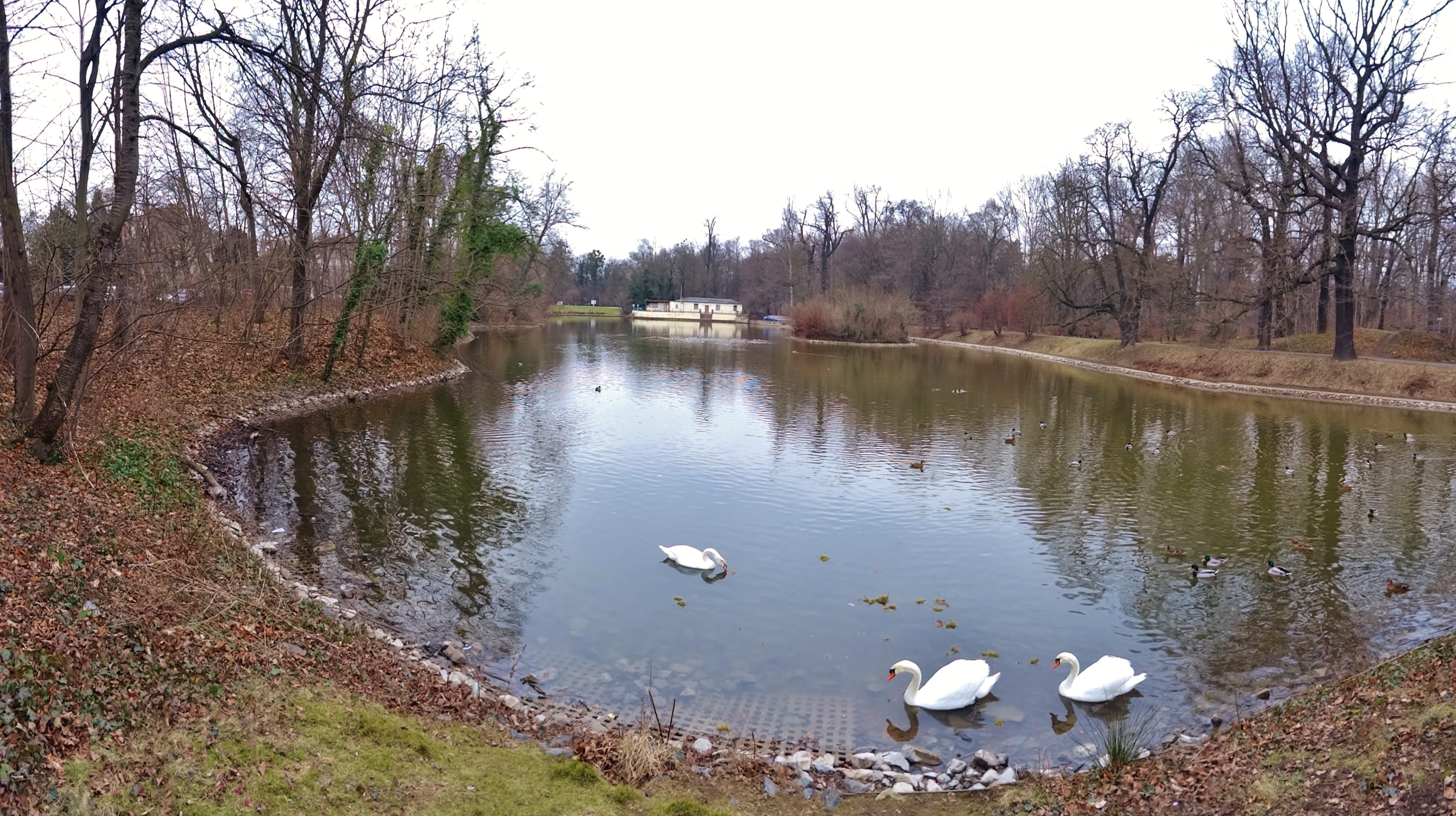
Blick über den länglichen westlichen Teil des Sees zum Bootshaus im Februar 2015 während der Sanierung des Ostteils

Von den 158 seit 1885 im Großen Garten nachgewiesenen Vogelarten konnte bei 72 belegt werden, dass sie dort auch brüten. Auf dem Carolasee sowie auf der Kanalkette bis zum Neuteich leben neben Höckerschwänen (Cygnus olor) vor allem die Blässralle (Fulica atra) und die Stockente (Anas platyrhynchos). Die Neozoen Brautente (Aix sponsa) und Mandarinente (Aix galericulata) kommen in kleineren Populationen vor. Als Rastgewässer außerhalb der Brutzeit wird der See unter anderem von Reiherente (Aythya fuligula) und Tafelente (Aythya ferina) sowie in geringerem Umfang von Spießente (Anas acuta), Moorente (Aythya nyroca) und Samtente (Melanitta fusca) angenommen.

## Kinderreigen
Das in verschiedenen deutschen Regionen mit variierenden Texten bekannte Kinderlied Wir fahren auf der grünen See, wo die Fischlein schwimmen, das Mädchen zum Ringelreihen sangen, hatte spätestens Mitte der 1890er Jahre in Dresden eine Variante mit dem Carolasee erhalten:
Drüben am Carolasee, wo die Fische schwimmen,

Freuet sich mein ganzes Herz voller Lust und Singen.

Holla, holla, wir sind hier,

Der Goldfisch, der Goldfisch, der folgt mir!